# Philodendron teretipes
Philodendron teretipes är en kallaväxtart som beskrevs av Thomas Archibald Sprague. Philodendron teretipes ingår i släktet Philodendron och familjen kallaväxter.
Artens utbredningsområde är Colombia. Inga underarter finns listade.